# Écart de production
L’écart de production (en anglais output gap) représente l’écart entre le niveau observé du produit intérieur brut (PIB) et son niveau maximal soutenable, appelé production potentielle. Il reflète la position de l'économie dans le cycle.

## Concept
L'écart de production est la différence entre la production réelle et la production potentielle de l'économie. La production potentielle est la production maximale qu'une économie peut soutenir sans générer de surchauffe. Cet écart de production s'exprime généralement en pourcentage de la production potentielle. 
Lorsque la production globale effective est égale à la production globale potentielle, le taux de chômage effectif est égal au taux de chômage de plein emploi. Lorsque l'écart de production est positif, cela signifie que la production globale effective est supérieure à la production potentielle. Dans cette situation, le taux de chômage effectif est inférieur au taux de chômage de plein emploi.

## Évaluation

### Calcul
L'écart de production n'est pas directement observable et sa valeur est entourée d'incertitudes. La méthodologie de l'OCDE s'appuie sur une fonction de Cobb-Douglas. 
Les estimations faites une année sont souvent révisées par la suite. Ainsi considère-t-on aujourd'hui que l'écart de production français était de 3 pts en 2007, c’est-à-dire que l'économie était en haut de cycle, alors que les analyses considéraient à l’époque qu'il était légèrement négatif, à −0,9 pt. L'écart de production est estimé à -1,5 pt en 2016. 

### Écart de production et inflation
Lors d'une phase d'expansion, l'écart de production augmente, le chômage diminue, des pressions à la hausse sur les coûts de production (en particulier les coûts du travail) s'enclenchent et les prix des biens et des services accélèrent. En France, une augmentation d'un point de l'écart de production engendre une hausse de 0,3 pt de l'inflation à moyen terme.

## Utilisation
L'écart de production joue un rôle important dans la conduite de la politique économique. Une valeur négative indique une capacité de rattrapage : l'économie est capable de croître temporairement au-delà de son taux de croissance potentielle le temps de refermer son écart de production. 
Ainsi, les crises économiques sont souvent suivies d'accroissements de l'écart de production. La crise bancaire japonaise de 1997 mène à un écart de production négatif de 12,3% du PIB pendant la récession qui lui est consécutive. 
C'est aussi l'un des principaux éléments utilisés en politique budgétaire pour calculer le solde structurel.

## Limites et critiques
Les calculs de l'écart de production de la Commission européenne ont fait l'objet de critiques. Robin Brooks, économiste en chef du Institute of International Finance, a lancé une "campagne contre les écarts de production insensés" (nonsense output gaps),. 
Les critiques adressées au concept portent notamment sur la complexité et les contradictions de la méthodologie (qui est en fait celle proposée par les experts siégeant au output gap working group et approuvée par les ministres des finances lors des réunions ECOFIN). Les critiques soutiennent que la méthodologie aboutit à des indices d'écart de production très procycliques, et parfois peu plausibles, en particulier dans le cas de l'Italie.  
En septembre 2019, plusieurs hauts fonctionnaires de la Commission européenne, dont le directeur général de la DG ECFIN, Marco Buti, ont écrit un article commun réfutant cette critique. Mais les critiques persistent.